# Charlie Keetley
Charles "Charlie" Keetley, född 10 mars 1906 i Derby, England, död 30 november 1979 
, var en engelsk professionell fotbollsspelare. Keetley spelade under nästan hela sin karriär för Leeds United där han gjorde 169 matcher och 110 mål, varav 160 ligamatcher och 108 ligamål, mellan 1927 och 1934. Han gjorde mål i sin debut för Leeds mot South Shields FC den 31 december 1927 och vann Leeds interna skytteliga tre gånger, säsongerna 1928-1929, 1930-1931 och 1931-1932.
Han flyttade från Leeds till Bradford City AFC, sedan vidare till Reading FC och Stalybridge Celtic där han avslutade sin fotbollskarriär.